# Joe Hasham
Joseph Christopher Hasham (OAM) (en árabe: جو هشام‎) (4 de septiembre de 1948, Trípoli, Líbano) es un actor y director artístico australiano-libanés que se hizo famoso en Australia en la década de 1970 por su rol como Don Finlayson, abogado gay, en la telenovela Number 96.

## Educación
Hasham se graduó en el Instituto Nacional de Arte Dramático en 1968.

## Carrera
Posteriormente, Hasham hizo varias apariciones en series de televisión producidas por Crawford Productions.

### Number 96
Cuando Number 96 comenzó en 1972, fue un éxito instantáneo. Hasham, parte del elenco original, se convirtió en uno de los miembros más populares, considerado un símbolo sexual por muchos fanáticos. Su personaje, Don Finlayson, se besó con el de Simon Carr (interpretado por John Orcsik). Esto se repitió en la versión cinematográfica de la serie, aunque la toma fue posteriormente eliminada de la película.  Hasham continuó desempeñando el papel hasta 1977, cuando finalizó la telenovela.

### Otros trabajos
Después de que finalizada Number 96, Hasham continuó su carrera como actor con papeles en distintas series de televisión. Por ejemplo, tuvo el rol del villano Ken Hansen en la telenovela The Young Doctors en 1979.
A principios de la década de 1980 presentó una serie de anuncios de televisión para una empresa de alquiler de televisores llamada "Electronic Sales and Rentals".

### Música
Durante la carrera del Number 96, Hasham lanzó un álbum de música pop, aunque no pudo desarrollar una carrera como cantante.

## Emigración a Malasia
Hasham emigró a Malasia en 1984. Allí, junto con su esposa, la actriz Faridah Merican, fundó la compañía de teatro y formación de actores The Actors Studio en 1989. Hasham es el director artístico de la compañía.
Él y Merican también son responsables del Centro de Artes Escénicas de Kuala Lumpur (KLPac) y de Living Arts Malaysia, cuyo objetivo es presentar el teatro a la juventud malaya.

## Orden de Australia
En 2009, Hasham recibió la Medalla de la Orden de Australia (OAM) "por su servicio a las artes escénicas a través de The Actors Studio (Malasia), y como actor, escritor, productor y director".

## Filmografía

### Películas
| Año  | Título    | Role          | Tipo                     |
| ---- | --------- | ------------- | ------------------------ |
| 1971 | 3 to Go   | John          | Película de antología    |
| 1974 | Number 96 | Don Finlayson | Película para televisión |

### Televisión
| Year    | Title                                                                          | Role                                                         | Type                        |
| ------- | ------------------------------------------------------------------------------ | ------------------------------------------------------------ | --------------------------- |
| 1971    | The Thursday Creek Mob                                                         | Private Squizzy Taylor                                       | Serie de TV                 |
| 1971    | Homicide                                                                       | Scott Martin                                                 | Serie de TV, 1 episodio     |
| 1971    | Matlock Police                                                                 | Johnny Marcellis / Nick Katsavakis                           | Serie de TV, 2 episodios    |
| 1971–72 | Division 4                                                                     | Will Robinson / Barry Ward / Mud / Dave Brown / Lew Fletcher | Serie de TV, 5 episodios    |
| 1972–77 | Number 96                                                                      | Don Finlayson                                                | Serie de TV, 331 episodios  |
| 1974    | This Afternoon                                                                 | Sí mismo                                                     | Serie de TV                 |
| 1975    | Hasham                                                                         | Sí mismo                                                     | Especial para TV            |
| 1975    | Australian Pops Orchestra                                                      | Presentador                                                  | Especial para TV            |
| 1975    | King of Pop                                                                    | Presentador                                                  | Especial para TV            |
| 1977    | The Guinness Olympics                                                          | Presentador                                                  | Especial para TV            |
| 1977–78 | Blankety Blanks                                                                | Panelista                                                    | Serie de TV                 |
| 1978    | Good Morning Sydney                                                            | Presentador                                                  | Serie de TV                 |
| 1978    | Micro Macro                                                                    | Sí mismo                                                     | Serie de TV                 |
| 1978    | Racing New Faces                                                               | Sí mismo                                                     | Especial para TV            |
| 1978–79 | The Young Doctors                                                              | Ken Hansen                                                   | Serie de TV, 8 episodios    |
| 1979    | The Oracle                                                                     |                                                              | Miniserie de TV, 1 episodio |
| 1980    | Celebrity Tattle Tales                                                         | Sí mismo                                                     | Serie de TV                 |
| 1980    | John Laws' World                                                               | Sí mismo                                                     | Serie de TV                 |
| 1980    | Cabaret                                                                        | Presentador                                                  | Serie de TV                 |
| 1980–83 | The Mike Walsh Show                                                            | Sí mismo                                                     | Serie de TV, 3 episodios    |
| 1981    | Cop Shop                                                                       | Sharkey                                                      | Serie de TV, 1 episodio     |
| 1982    | Spring & Fall                                                                  | Jefe                                                         | Serie de TV, 1 episodio     |
| 2012    | The Ancient Seamasters: The Journey of the Malayo-Polynesian Ancient Seafarers | Narrador                                                     | Documental                  |

## Discografía

### Álbumes de estudio
| Título    | Detalles del álbum                                                            |
| --------- | ----------------------------------------------------------------------------- |
| New World | - Lanzamiento: mayo de 1975 - Formato: LP - Sello: Festival Records (L-35532) |

### Sencillos
| Año  | Título                     | Álbum     |
| ---- | -------------------------- | --------- |
| 1975 | "New World in the Morning" | New World |